# Mialet, Dordogne
Mialet (hay Miallet) là một xã của Pháp, nằm ở tỉnh Dordogne trong vùng Aquitaine của Pháp. Xã này có diện tích 37,3 km2, dân số năm 2005 là 692 người. Xã nằm ở khu vực có độ cao trung bình 320 m trên mực nước biển.

## Thông tin nhân khẩu
| Năm    | 1962  | 1968  | 1975  | 1982 | 1990 | 1999 | 2005 |
| ------ | ----- | ----- | ----- | ---- | ---- | ---- | ---- |
| Dân số | 1 287 | 1 094 | 1 006 | 888  | 795  | 717  | 692  |